# Либеральная партия Македонии
Либеральная партия Македонии (макед. Либерална партија на Македонија, ЛПМ) является партией с либеральной ориентацией. Его президентом является Ивон Величковски.
ЛПМ является преемником Либеральной партии, 19 апреля 1997 объединилась с партией демократических либерал-демократов. Из-за разногласий внутри партии между бывшими либералами и демократами в 1999 году из бывших либералов основалась новая партия и 23 декабря 1999 образовалась ЛПМ.
На Парламентских выборах в 2002 ЛПМ выступила в коалиции с ВМРО-ДПМНЕ выиграла 5 мест в парламенте. На Парламентских выборах в 2006 году ЛПМ снова выступила в коалиции с ВМРО-ДПМНЕ выиграв 2 места. Но на следующих парламентских выборах в 2008 году ЛПМ была оппозиция, в рамках коалиции ВС. Коалиция за Европу, выиграла мандат.
На девятом съезде партии предыдущий президент Стоян Андов ушел и его сменил Борче Стойановски. На десятом съезде партии в апреле 2011 года стал президентом Ивон Величковски и Стоян Андов был назначен почетным президентом партии.
На Парламентских выборах в 2011 году ЛПМ раз приняла участие в составе СДСМ и выиграла одно место.